# Diocèse de Zacatecoluca
Le diocèse de Zacatecoluca (en latin : Dioecesis Zacatecolucana ; en espagnol : Diócesis de Zacatecoluca) est un diocèse de l'Église catholique du Salvador, suffragant de l'archidiocèse de San Salvador.

## Territoire
Il comprend le département de La Paz et une petite partie du département de San Vicente, la plus grande partie de ce département étant géré par le diocèse de San Vicente avec un territoire d'une superficie de 1 536 km2 divisé en 35 paroisses. L'évêché est dans la ville à Zacatecoluca où se trouve la cathédrale Notre-Dame des pauvres.

## Histoire
Le diocèse est érigé le 5 mai 1987 par la constitution apostolique Circumspicientes Nos du pape Jean-Paul II en prenant une partie du territoire du diocèse de San Vicente.

## Évêques
- Romeo Tovar Astorga, O.F.M (1987-1996) nommé évêque coadjuteur de San Miguel
- Elías Samuel Bolaños Avelar, S.D.B (1998- )